# Carl Wallin
Karl (Carl) Johan Wallin, född 21 juli 1881 i Fliseryd, Kalmar län, död 24 april 1929 i Vasa, Finland, var en svensk skådespelare och regissör. 
Han begick självmord genom dränkning. Vid tiden för sin död var han gift med Edit Wallin, född Andersson. De hade två barn.

## Filmografi
- 1920 – Erotikon
- 1924 – Folket i Simlångsdalen
- 1925 – Skärgårdskavaljerer
- 1928 – Svarte Rudolf

## Teater

### Roller (ej komplett)
| År   | Roll                           | Produktion                                                                           | Regi             | Teater                         |
| ---- | ------------------------------ | ------------------------------------------------------------------------------------ | ---------------- | ------------------------------ |
| 1908 | Chokladfabrikör Hans Grönstedt | I mobiliseringstider Gustav von Moser                                                | Carl Wallin      | Johan Eklöf-turnén             |
| 1922 | Schigolch                      | Lulu (Erdgeist) Frank Wedekind                                                       | Maria Orska      | Blancheteatern                 |
| 1925 | O'Brien                        | Dubbelexponering (Double Exposure) Avery Hopwood                                     | Mathias Taube    | Blancheteatern                 |
| 1926 |                                | En pappa sökes Einar Holmberg                                                        |                  | Kerstin Natt och dags sällskap |
| 1928 | Biskopen                       | Hennes lilla majestät Karl Gerhard                                                   |                  | Hagateatern, Stockholm         |
| 1929 | Richard Hall, fyrmästare       | Elna Hall Ernst Didring                                                              | Carl Wallin      | Wasa Teater                    |
| 1929 | Fattig-Johan                   | Per Olsson och hans käring Gustaf af Geijerstam                                      | Charley Paterson | Wasa Teater                    |
| 1929 | Heinrich Spiegel               | Fröken Trallala (Fräulein Trallala) Jean Gilbert, Georg Okonkowski och Leo Leipziger | Ingvar Ericson   | Wasa Teater                    |

### Regi (ej komplett)
| År   | Produktion                        | Upphovsmän                  | Teater             |
| ---- | --------------------------------- | --------------------------- | ------------------ |
| 1908 | I mobiliseringstider              | Gustav von Moser            | Johan Eklöf-turnén |
| 1929 | Elna Hall                         | Ernst Didring               | Wasa Teater        |
| 1929 | Kvinnan bakom allt Vertagte Nacht | Franz Arnold och Ernst Bach | Wasa Teater        |